# Gatunek epigeiczny
Gatunek epigeiczny (gr. epigaios „ἐπίγαιος” – „znajdujący się na ziemi”) – gatunek zasiedlający wierzchnią warstwę poziomą, na przykład glebę lub inne podłoże, takie jak piasek czy naturalne osady. Określenie to stosuje się również w odniesieniu do niektórych gatunków wodnych (np. obunogów).

## Nazewnictwo
W botanice mówi się o kiełkowaniu epigeicznym w przypadku drzew (buk, klon, różne gatunki iglaste), których nasiona kiełkują, pozostając na powierzchni gleby.
Bezkręgowce żyjące na powierzchni gleby (np. skoczogonki) są epigeiczne, natomiast te, które żyją w glebie, określane są jako endogeiczne (np. większość gatunków mrówek i termitów) lub epi-endogeiczne, jeśli zasiedlają najbardziej powierzchniową warstwę gleby.